# Lois Griffin
Lois Patrice Griffin Pewterschmidt is de vrouw van het hoofdpersonage in de Amerikaanse animatieserie Family Guy. De stem van Lois wordt ingesproken door Alex Borstein.
Lois is getrouwd met Peter Griffin en ze hebben drie kinderen; Meg, Chris en Stewie. Ondanks haar rijke familie is ze toch met hem getrouwd. Ze is huisvrouw en geeft pianolessen. Ook is ze burgemeester van Quahog geweest.
Lois is vaak de verstandigste van de twee en ergert zich mateloos aan het infantiele gedrag van haar man Peter. Ze kan goed met de kinderen overweg, al ergert ze zich weleens aan Megs onverdraagzame zelfmedelijden of aan Chris' zeer lage intelligentiequotiënt. Ze weet dat Brian een oogje op haar heeft, maar ze weigert iets met hem te beginnen. 